# Aucanquilcha
Aucanquilcha je neaktivní stratovulkán nacházející se v severní části Chile. S výškou 6176 m n. m. je to jedna z nejvyšších sopek na severu Chile. Na jejích svazích se nacházejí nejvýše položené doly na síru na světě (leží ve výšce 5300 m n. m.), zároveň je to i nejvyšší trvale obydlené místo na Zemi. Vrchol sopky je tvořen několika kužely, seřazenými do ~10 km dlouhé řady ve směru od východu k západu. V historické době nebyla zaznamenána žádná vulkanická aktivita (kromě činných fumarol na vrcholu), avšak relativně mladý věk indikují lávové proudy, které překrývají starší, ledovcové morény z pleistocén na jižním svahu sopky.